# Marco Randrianantoanina
Marco Randrianantoanina, dit Marco Randriana, est un footballeur franco-malgache né le 24 août 1983 à Bourg-la-Reine.

## Biographie
Il évolue au poste de défenseur et mesure 174 cm. 
Le 18 janvier 2008, il est victime d'un arrêt cardiaque, après une vingtaine de minutes de jeu, lors d'un match de la 21e journée de Ligue 2, contre Sedan. Il est réanimé sur le terrain par Manuel Afonso, le médecin du CS Sedan-Ardennes grâce à un défibrillateur. Le 21 janvier, le président de son club Jacques Prévost, annonce qu'il ne renouvellera pas son contrat, qui devait prendre fin en juin 2008.
Il a un frère, Claudio Randrianantoanina, footballeur avec la réserve de Créteil.

## Carrière
- 2001-2002 :  Birmingham City
- 2002-2003 :  CS Sedan-Ardennes
- 2003-2004 :  FC Gueugnon
- 2005-2006 :  CS Sedan-Ardennes
- 2006-2007 :  Stade brestois
- 2007-2008 :  Chamois niortais FC[2]